# Boží armáda odporu

Vlajka LRA

Armáda Božího odporu (anglicky Lord's Resistance Army, zkratka LRA) je povstalecká skupina v severní Ugandě o síle cca 500–3000 vojáků, která vznikla roku 1987 a pod vedením Josepha Konyho z ugandského kmene Ačolů bojuje za zřízení křesťanského teokratického státu založeného na deseti přikázáních. Je jedním z nástupnických uskupení Hnutí Ducha svatého.
Povstalci jsou obviňováni z páchání řady zvěrstev jako drancování vesnic, zabíjení, mučení, znásilňování a zotročování dětí a mládeže, které používají jako vojáky nebo sexuální otroky. Dětští vojáci jsou brutálními metodami cvičeni k zabíjení svých rodičů a sousedů, a k rozřezávání a pojídání jejich těl, a unášení dalších dětí.
Mimo severní Ugandu LRA pustoší venkov také v Jižním Súdánu, Demokratické republice Kongo a Středoafrické republice. LRA byla dlouho podporována vládou Jižního Súdánu, která jim však nakonec spolu s ostatními postiženými státy vyhlásila válku.
Boží armáda odporu byla v nedávné minulosti vládou Spojených států amerických označena za teroristickou organizaci. 20. května 2009 uvedli ke schválení americkým legislativním systémem senátoři Russ Feingold (demokrat, Winconsin) a Sam Brownback (republikán, Kansas) a poslanci Jim McGovern (demokrat, Massetchussetts), Brad Miller (demokrat, Severní Karolína) a Ed Royce (republikán, Kalifornie) výnos za účelem ukončení Konyho teroru.